# The Warriors EP, Volume 2
Albums de POD
Payable on Death
(2003) Testify
(2006)
The Warriors EP, Volume 2 est le nom du troisième EP de POD, le second de la série "Warriors EP", qui contient des démos de sessions d'enregistrement de Testify, une reprise de la chanson de Payola$, "Eyes of a Stranger", et des versions live de "Wildfire" et "Boom" enregistrées au Cornerstone Festival de 2004. L'intérieur de la pochette contient un message du chanteur Sonny Sandoval destiné aux 'Warriors', les fans de POD à travers le monde. L'EP est sorti le 15 novembre 2005 et a été limité à 40,000 copies.

## Liste des pistes
1. If It Wasn't for You (3:40)
2. Teachers (Palm Springs Demo) (4:28)
3. Ya Mama (Palm Springs Demo) (3:10) (maintenant intitulée Sounds Like War)
4. Why Wait? (3:41)
5. Eyes of a Stranger (4:18) (reprise de Payola$)
6. Boom (Live at Cornerstone) (5:14)
7. Wildfire (Live at Cornerstone) (3:22)